# Classement par points du Tour d'Italie
Le classement par points du Tour d'Italie créé en 1966, est l'un des classements annexes de la course à étapes le Tour d'Italie. Il s'agit d'un classement déterminé en fonction du classement des coureurs à l'arrivée, sans prendre en compte les temps.
De 1967 à 1969, le leader du classement par points porte un maillot rouge, puis un maillot mauve à partir de 1970 sous l'appellation de maillot cyclamen. Le maillot rouge est réintroduit entre 2010 et 2016, avant d'être de nouveau remplacé par le maillot cyclamen à l'occasion de la 100e édition du Tour d'Italie.

## Histoire
Le système du classement des points est introduit en 1966. Le coureur avec le plus de points porte durant les deux premières éditions un maillot rouge. De 1969 à 2009, le maillot est mauve, mais souvent appelé cyclamen. Les couleurs alternent selon l'époque.
Parmi les gagnants du classement par points on retrouve Roger De Vlaeminck, Mario Cipollini, Alessandro Petacchi ou Paolo Bettini. Les plus titrés sont les Italiens Francesco Moser et Giuseppe Saronni  avec quatre victoires chacun.
- 1967-1969  Maillot rouge
- 1970-2009  Maillot cyclamen
- 2010-2016  Maillot rouge
- 2017-  Maillot cyclamen

Les deux autres grands tours, le Tour de France (maillot vert) et le Tour d'Espagne (maillot vert également) ont également leur classement par points.

## Règlement

### Ancien barème
Jusqu'en 2013, le vainqueur de chaque étape recevait 25 points, indépendamment du type d'étape (contrairement au Tour de France où le vainqueur d'une étape de montagne reçoit moins de points que celui d'une étape de plaine). Le deuxième de l'étape recevait 20 points et les suivants 16, 14, 12, 10, 9, 8, 7, 6, 5, 4, 3, 2, jusqu'au quinzième qui recevait 1 point. Chaque étape, à l'exception des contre-la-montre, avait également un sprint intermédiaire qui rapportait 8 points au premier le franchissant, puis 6, 4, 3, 2 et 1 points aux suivants.
Ce barème égalitaire permettait à tous les types de coureurs de concourir pour ce maillot. Ainsi, on retrouvait au palmarès de ce classement par points de purs sprinters (comme Mario Cipollini en 1992, 1997 et 2002), des puncheurs (comme Paolo Bettini en 2005 et 2006) ou même des coureurs visant le classement général (comme Denis Menchov en 2009, remportant également l'épreuve).

### Barème actuel
À partir de 2014, un nouveau règlement est mis en place, favorisant les sprinters. Il y a désormais trois "niveaux" d'étape en fonction du profil de celle-ci, chaque niveau disposant de son propre barème pour les arrivées d'étape aussi bien que pour les sprints intermédiaires.
Barème aux arrivées d'étape
| Type d'étape / Place | Type d'étape / Place        | 1er | 2e | 3e | 4e | 5e | 6e | 7e | 8e | 9e | 10e | 11e | 12e | 13e | 14e | 15e |
| -------------------- | --------------------------- | --- | -- | -- | -- | -- | -- | -- | -- | -- | --- | --- | --- | --- | --- | --- |
|                      | Étape de plat               | 50  | 35 | 25 | 18 | 14 | 12 | 10 | 8  | 7  | 6   | 5   | 4   | 3   | 2   | 1   |
|                      | Étape accidentée            | 25  | 18 | 12 | 8  | 6  | 5  | 4  | 3  | 2  | 1   |     |     |     |     |     |
|                      | Étape de montagne           | 15  | 12 | 9  | 7  | 6  | 5  | 4  | 3  | 2  | 1   |     |     |     |     |     |
|                      | Contre-la-montre individuel | 15  | 12 | 9  | 7  | 6  | 5  | 4  | 3  | 2  | 1   |     |     |     |     |     |

Barème aux sprints intermédiaires
| Type d'étape / Place | Type d'étape / Place | 1er | 2e | 3e | 4e | 5e | 6e | 7e | 8e |
| -------------------- | -------------------- | --- | -- | -- | -- | -- | -- | -- | -- |
|                      | Étape de plat        | 20  | 12 | 8  | 6  | 4  | 3  | 2  | 1  |
|                      | Étape accidentée     | 10  | 6  | 3  | 2  | 1  |    |    |    |
|                      | Étape de montagne    | 8   | 4  | 1  |    |    |    |    |    |

Si deux cyclistes ou plus ont le même nombre de points, le classement est déterminé par le plus grand nombre de victoires d'étapes, puis par le plus grand nombre de victoires aux sprinters intermédiaires et enfin par le meilleur classement général.

## Classement par points

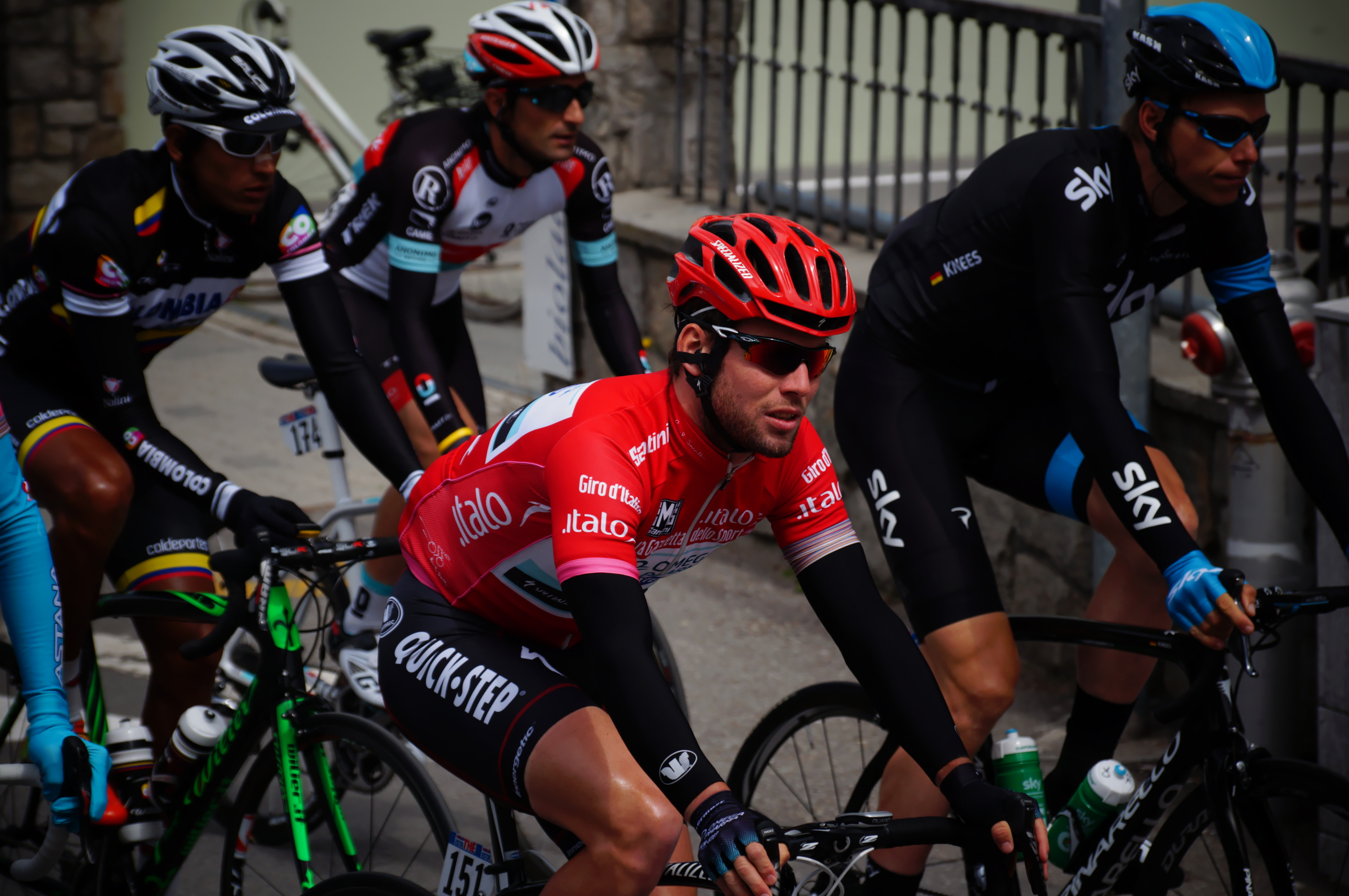
Mark Cavendish, porteur du maillot rouge en 2013.

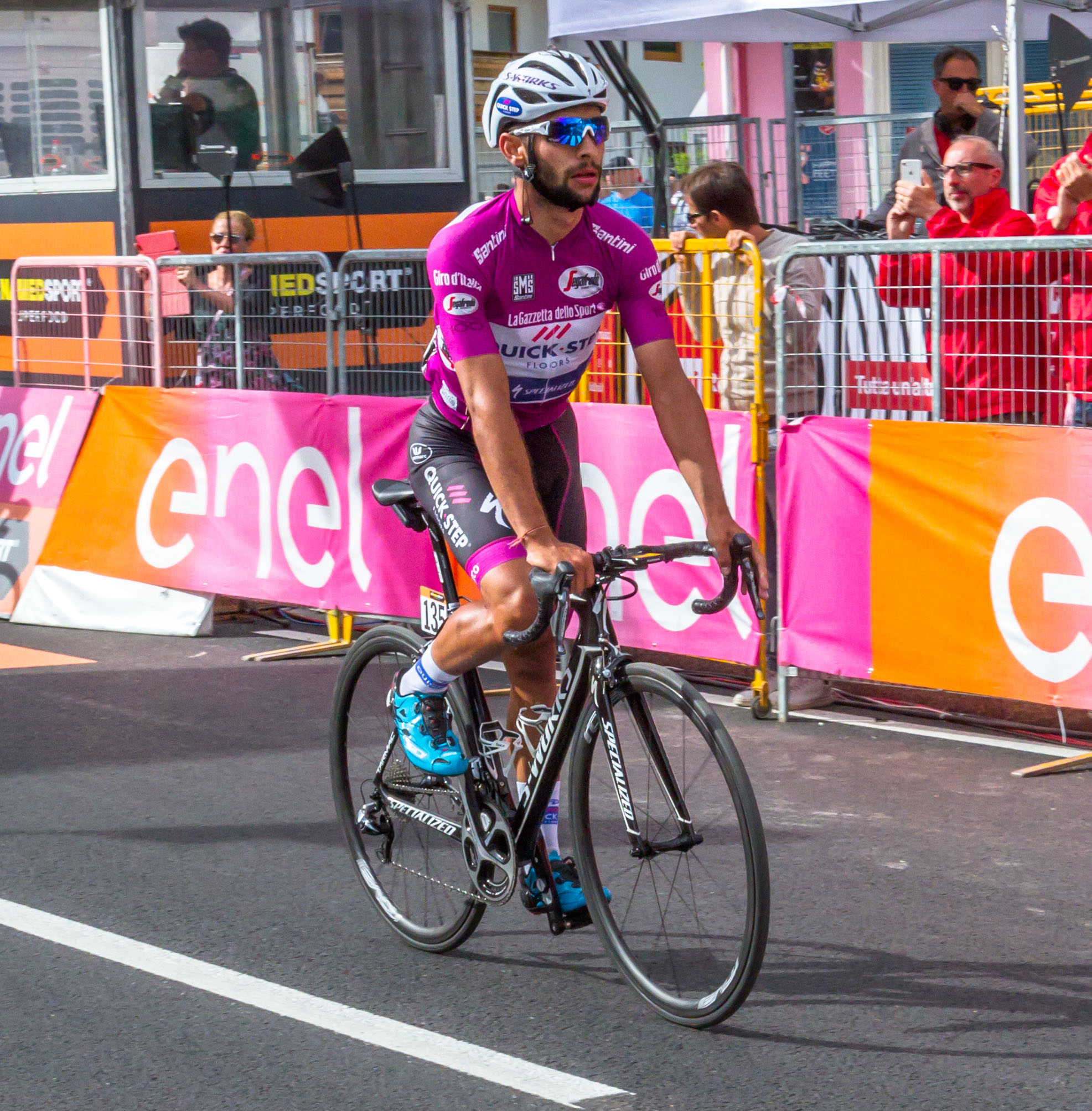
Fernando Gaviria avec le maillot cyclamen lors du Tour d'Italie 2017.

### Palmarès par années
| Année | Coureur                  | Équipe                              | Points | Autres maillots                              |
| ----- | ------------------------ | ----------------------------------- | ------ | -------------------------------------------- |
| 1966  | Gianni Motta             | Molteni                             | 228    | Classement général                           |
| 1967  | Dino Zandegù             | Salvarani                           | 200    | -                                            |
| 1968  | Eddy Merckx              | Faema                               | 198    | Classement général Grand Prix de la montagne |
| 1969  | Franco Bitossi           | Filotex                             | 182    | -                                            |
| 1970  | Franco Bitossi           | Filotex                             | 252    | -                                            |
| 1971  | Marino Basso             | Molteni                             | 181    | -                                            |
| 1972  | Roger De Vlaeminck       | Dreher                              | 264    | -                                            |
| 1973  | Eddy Merckx              | Alimentari Molteni                  | 237    | Classement général                           |
| 1974  | Roger De Vlaeminck       | Brooklyn                            | 265    | -                                            |
| 1975  | Roger De Vlaeminck       | Brooklyn                            | 346    | -                                            |
| 1976  | Francesco Moser          | Sanson-Campagnolo                   | 272    | -                                            |
| 1977  | Francesco Moser          | Sanson-Campagnolo                   | 226    | -                                            |
| 1978  | Francesco Moser          | Sanson-Campagnolo                   | 229    | -                                            |
| 1979  | Giuseppe Saronni         | Scic                                | 275    | Classement général                           |
| 1980  | Giuseppe Saronni         | Gis Gelati                          | 301    | -                                            |
| 1981  | Giuseppe Saronni         | Gis Gelati                          | 215    | -                                            |
| 1982  | Francesco Moser          | Famcucine                           | 247    | -                                            |
| 1983  | Giuseppe Saronni         | Del Tongo                           | 223    | Classement général                           |
| 1984  | Urs Freuler              | Atala                               | 178    | -                                            |
| 1985  | Johan van der Velde      | Vini Ricordi-Pinarello              | 195    | -                                            |
| 1986  | Guido Bontempi           | Carrera Jeans                       | 167    | -                                            |
| 1987  | Johan van der Velde      | Gis Gelati                          | 175    | -                                            |
| 1988  | Johan van der Velde      | Gis Gelati                          | 154    | -                                            |
| 1989  | Giovanni Fidanza         | Chateau d'Ax                        | 172    | -                                            |
| 1990  | Gianni Bugno             | Chateau d'Ax                        | 195    | Classement général                           |
| 1991  | Claudio Chiappucci       | Carrera Jeans                       | 283    | -                                            |
| 1992  | Mario Cipollini          | GB-MG Maglificio                    | 236    | -                                            |
| 1993  | Adriano Baffi            | Mercatone Uno                       | 228    | -                                            |
| 1994  | Djamolidine Abdoujaparov | Team Polti                          | 202    | -                                            |
| 1995  | Tony Rominger            | Mapei-GB                            | 205    | Classement général Classement intergiro      |
| 1996  | Fabrizio Guidi           | Scrigno-Blue Storm                  | 235    | Classement intergiro                         |
| 1997  | Mario Cipollini          | Saeco                               | 202    | -                                            |
| 1998  | Mariano Piccoli          | Brescialat-Liquigas                 | 194    | -                                            |
| 1999  | Laurent Jalabert         | ONCE-Deutsche Bank                  | 175    | -                                            |
| 2000  | Dimitri Konyshev         | Fassa Bortolo                       | 159    | -                                            |
| 2001  | Massimo Strazzer         | Mobilvetta Design-Formaggi Trentini | 177    | Classement intergiro Combativité             |
| 2002  | Mario Cipollini          | Acqua & Sapone-Cantina Tollo        | 184    | -                                            |
| 2003  | Gilberto Simoni          | Saeco Macchine per Caffè            | 154    | Classement général                           |
| 2004  | Alessandro Petacchi      | Fassa Bortolo                       | 250    | Combativité                                  |
| 2005  | Paolo Bettini            | Quick Step-Innergetic               | 162    | -                                            |
| 2006  | Paolo Bettini            | Quick Step-Innergetic               | 169    | Combativité                                  |
| 2007  | Danilo Di Luca           | Liquigas                            | 130    | Classement général                           |
| 2008  | Daniele Bennati          | Liquigas                            | 189    | -                                            |
| 2009  | Denis Menchov            | Rabobank                            | 144    | Classement général                           |
| 2010  | Cadel Evans              | BMC Racing                          | 150    | -                                            |
| 2011  | Michele Scarponi         | Lampre-ISD                          | 202    | Classement général                           |
| 2012  | Joaquim Rodríguez        | Katusha                             | 139    | -                                            |
| 2013  | Mark Cavendish           | Omega Pharma-Quick Step             | 158    | Combativité                                  |
| 2014  | Nacer Bouhanni           | FDJ.fr                              | 291    | -                                            |
| 2015  | Giacomo Nizzolo          | Trek Factory Racing                 | 181    | -                                            |
| 2016  | Giacomo Nizzolo          | Trek-Segafredo                      | 209    | -                                            |
| 2017  | Fernando Gaviria         | Quick-Step Floors                   | 325    | -                                            |
| 2018  | Elia Viviani             | Quick-Step Floors                   | 341    | -                                            |
| 2019  | Pascal Ackermann         | Bora-Hansgrohe                      | 226    | -                                            |
| 2020  | Arnaud Démare            | Groupama-FDJ                        | 233    | -                                            |
| 2021  | Peter Sagan              | Bora-Hansgrohe                      | 136    | -                                            |
| 2022  | Arnaud Démare            | Groupama-FDJ                        | 254    | -                                            |
| 2023  | Jonathan Milan           | Bahrain Victorious                  | 217    | -                                            |
| 2024  | Jonathan Milan           | Lidl-Trek                           | 362    | -                                            |
| 2025  | Mads Pedersen            | Lidl-Trek                           | 295    | -                                            |

### Palmarès par nations
| # | Pays            | Nombre de victoires | Nombre de vainqueurs différents | Dernière victoire               |
| - | --------------- | ------------------- | ------------------------------- | ------------------------------- |
| 1 | Italie          | 36                  | 24                              | Jonathan Milan (2024)           |
| 2 | Belgique        | 5                   | 2                               | Roger De Vlaeminck (1975)       |
| 3 | France          | 4                   | 3                               | Arnaud Démare (2022)            |
| 4 | Pays-Bas        | 3                   | 1                               | Johan van der Velde (1988)      |
| 5 | Russie          | 2                   | 2                               | Denis Menchov (2009)            |
| 5 | Suisse          | 2                   | 2                               | Tony Rominger (1995)            |
| 7 | Allemagne       | 1                   | 1                               | Pascal Ackermann (2019)         |
| 7 | Australie       | 1                   | 1                               | Cadel Evans (2010)              |
| 7 | Colombie        | 1                   | 1                               | Fernando Gaviria (2017)         |
| 7 | Slovaquie       | 1                   | 1                               | Mads Pedersen (2025)            |
| 7 | Espagne         | 1                   | 1                               | Joaquim Rodríguez (2012)        |
| 7 | Grande-Bretagne | 1                   | 1                               | Mark Cavendish (2013)           |
| 7 | Ouzbékistan     | 1                   | 1                               | Djamolidine Abdoujaparov (1994) |
| 7 | Slovaquie       | 1                   | 1                               | Peter Sagan (2021)              |

### Palmarès par coureurs
| Pl | Vainqueurs          | Pays     | Nombre de victoires | Années                 |
| -- | ------------------- | -------- | ------------------- | ---------------------- |
| 1  | Francesco Moser     | Italie   | 4                   | 1976, 1977, 1978, 1982 |
|    | Giuseppe Saronni    | Italie   | 4                   | 1979, 1980, 1981, 1983 |
| 3  | Roger De Vlaeminck  | Belgique | 3                   | 1972, 1974, 1975       |
|    | Johan van der Velde | Pays-Bas | 3                   | 1985, 1987, 1988       |
|    | Mario Cipollini     | Italie   | 3                   | 1992, 1997, 2002       |
| 6  | Eddy Merckx         | Belgique | 2                   | 1968, 1973             |
|    | Franco Bitossi      | Italie   | 2                   | 1969, 1970             |
|    | Paolo Bettini       | Italie   | 2                   | 2005, 2006             |
|    | Giacomo Nizzolo     | Italie   | 2                   | 2015, 2016             |
|    | Arnaud Démare       | France   | 2                   | 2020, 2022             |
|    | Jonathan Milan      | Italie   | 2                   | 2023, 2024             |

## Azzurri d'Italia
Ce classement qui est similaire au classement par points, attribue des points aux trois premiers de chaque étape (4, 2 et 1 points). Le leader du classement ne porte pas de maillot distinctif.

## Fuga Pinarello
Le classement Fuga Pinarello, anciennement nommé Fuga Piaggio de 2002 à 2006, Fuga Gilera en 2007, puis Fuga Cervelo de 2008 à 2012, attribue un point par kilomètre à tout coureur présent dans une échappée à condition que celle-ci dure depuis cinq kilomètres minimum et que le nombre de coureur présents soit au maximum de dix.